# قلم إنسولين

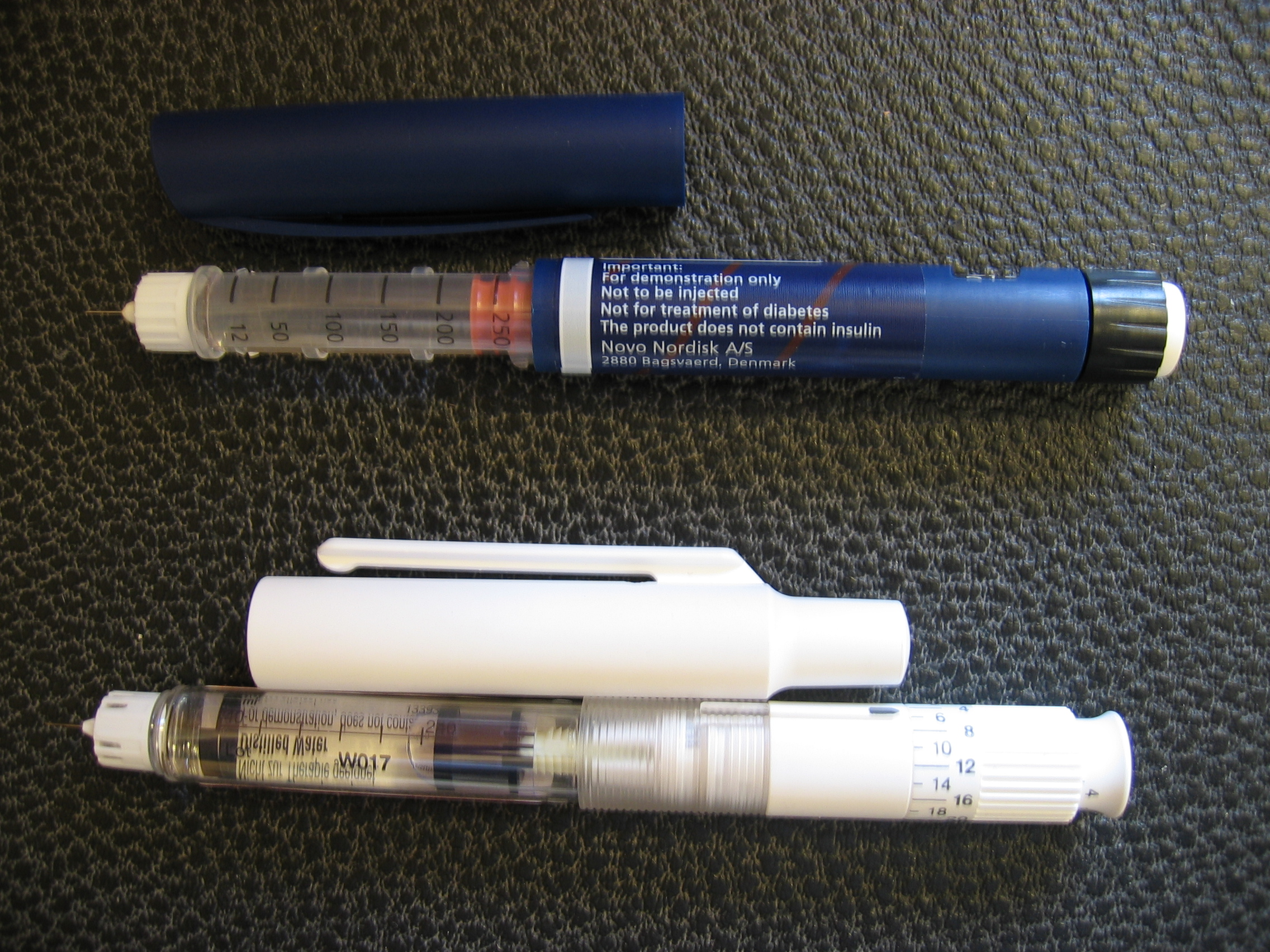
نوعان حديثان من حقن الإنسولين المعبئة مسبقاً.

قلم الإنسولين (بالإنجليزية: Insulin pen)‏ هو جهاز يستعمل لحقن الإنسولين من أجل علاج مرض السكري. والإنسولين هو هرمون يفرزه البنكرياس. يتكون قلم الإنسولين من خرطوشة إنسولين (قد تأتي مع القلم أو تباع منفصلة) وجزء مدرج لقياس الجرعة، ويستعمل الجهاز مع إبر غير قابلة لإعادة الاستعمال. وقد تم عرض الجهاز وتسويقه تحت اسم NovoPen من طرف الشركة الدنماركية نوفو نورديسك في عام 1985.

## أنواع الأقلام
تنتج بعض الشركات أقلام الإنسولين ومن بينها شركة نوفو نورديسك، و أفينتيس، و إيلي ليلي، وتنتج هذه الشركات أقلامًا لمعظم أشكال الإنسولين المصنعة ومن ضمنها نوفولوج/نوفورابيد، هيمالوج، ليفيمر ولانتوس.

## الإيجابيات والسلبيات

### الإيجابيات
لقلم لإنسولين عدد من الإيجابيات منها:
- مريح و يسهل نقله مقارنة بقوارير الإنسولين و الحقن التقليدية
- أكثر دقة في ما يتعلق بالجرعة
- سهل الاستخدام خاصة للذين يعانون من اضطرابات في الرؤية أو في أداء الحركات الدقيقة
- لا يؤلم عند الحقن (لأن الإبر المصقولة و المطلية لا تؤذَى بإدخالها إلى قارورة الإنسولين قبل أن يُعاد حقنها في الجلد)

من المهم جدا أن تعطى الحقن في أماكن مناسبة من الجسد، والموقع الأنسب للحقن يحدده مختص في المجال الطبي. عموماً ينصح بإعطاء الحقن إما في البطن، الأرداف، أعلى الذراع، أو في الفخذ.